# Philidris laevigata
Philidris laevigata är en myrart som först beskrevs av Carlo Emery 1895.  Philidris laevigata ingår i släktet Philidris och familjen myror. Inga underarter finns listade i Catalogue of Life.